# Мазунов, Мунир Хасанович
Мазуно́в Муни́р Хаса́нович (тат. Мөнир Хәсән улы Мазунов), (1 апреля 1918, Старый Карлыган — 31 марта 1987, Казань) — татарский поэт, переводчик, журналист.

## Биография
Родился 1 апреля 1918 года в селе Старый Карлыган, Петровского уезда, Саратовской губернии, ныне Лопатинский район, Пензенской области.
В 1935—1938 годах учился в Астраханском педагогическом техникуме. По окончании работал преподавателем татарского языка и литературы в г. Ижевск.
В 1939—1946 служил в рядах Советской армии. Будучи корреспондентом-организатором фронтовой газеты «Тревога» принимал участие в боях против японских империалистов.
С 1946 по 1949 годы работал редактором Татарского радиокомитета и одновременно учился в Казанском педагогическом институте.
В 1949 вновь был мобилизован в ряды Советской армии.
До 1953 года находился в составе советских войск в Польше, где работал старшим литературным сотрудником редакции газеты «Вольность», которая выходила на польском языке.
С 1953 по 1959 годы работал редактором, а затем заместителем председателя Татарского радиокомитета.
С 1960 по 1963 годы работал старшим редактором Татарского книжного издательства.
С 1967 по 1970 годы был редактором газеты Татпотребсоюза «Кооператор Татарии» («Татарстан кооператоры»), г. Казань.
Работал редактором-переводчиком в управлении по печати при Совете Министров ТАССР.
Член союза журналистов СССР, член союза писателей ТАССР.

## Творчество
М. Мазунов начал писать в годы Великой Отечественной войны. Стихи, очерки и рассказы того периода печатались на страницах фронтовых газет и на страницах периодической печати, в альманахах и литературных сборниках.
Переводил на татарский язык произведения М. Ю. Лермонтова и Н. А. Некрасова, С. Маршака, П. Неруды, Н. Хикмета, П. Хузангая и других.
Автор многих сборников среди которых:
- «Двенадцать месяцев» 1948 г.
- «Наш голос» 1951 г.
- «Песня молодости» 1954 г.
- «Сердце поет» 1958 г.
- «Сын Урала» 1962 г.
- «Маленькие строители» 1967 г.
- «Он не вернулся» 1968 г.
- «Белые голуби» 1973 г.
- «Родной край» 1975 г.
- «От души» 1980 г.
- «Горизонты»[3] 1988 г. и других.

Мунир Мазунов активно сотрудничал со многими композиторами республики, с такими как: С. Сайдашев, А. Ключарёв, М. Музафаров, Б. Мулюков, А. Монасыпов, Э. Бакиров, Р. Яхин, С. Садыкова и др. Среди популярных песен М. Мазунова «Теплые объятия моей мамы», «Моя милая», «Родной край», «Учителю», «Халима», «Молодёжная», «Колыбельная», «Огни Казани» и многие другие.

## Память
19 мая 2018 года на стене средней школы села Старый Карлыган Лопатинского района, М. Мазунову была установлена памятная доска.

## Адреса
- Казань, Ярмарочная улица, дом 15.[5]
- Казань, улица Гагарина, дом 14.[5]